# Oclusiva palatal surda
A oclusiva palatal surda é um tipo de fone consonantal empregado em alguns idiomas. O símbolo deste som tanto no alfabeto fonético internacional quanto no X-SAMPA é c. 
Se a distinção for necessária, a plosiva alvéolo-palatal surda pode ser transcrita como ⟨c̟⟩ (⟨c⟩ avançado) ou ⟨t̠ʲ⟩ (retraído e palatalizado ⟨t⟩), mas estes são essencialmente equivalentes, porque o contato inclui tanto a lâmina e corpo (mas não a ponta) da língua. Os símbolos X-SAMPA equivalentes são c_+ e t_-' ou t_-_j, respectivamente. Há também uma letra não no AFI ⟨ȶ⟩ ("t", mais o cacho encontrado nos símbolos das fricativas sibilantes alvéolo-palatinas ⟨ɕ, ʑ⟩), usada especialmente em círculos sinológicos.
É comum que o símbolo fonético ⟨c⟩ seja usado para representar a africada pós-alveolar surda [t͡ʃ] ou outras africadas semelhantes, por exemplo nas línguas índicas. Isso pode ser considerado apropriado quando o local de articulação precisa ser especificado e a distinção entre plosiva e africada não é contrastiva.
Há também a plosiva pós-palatal surda em algumas línguas (incluindo o português), que é articulada ligeiramente mais para trás em comparação com o local de articulação da consoante palatal prototípica, embora não tão para trás quanto a consoante velar prototípica. O Alfabeto Fonético Internacional não tem um símbolo separado para esse som, embora possa ser transcrito como ⟨c̠⟩ (⟨c⟩ retraído) ou ⟨k̟⟩ (⟨k⟩ avançado). Os símbolos X-SAMPA equivalentes são c_- e k+, respectivamente.
Especialmente na transcrição ampla, a plosiva pós-palatina surda pode ser transcrita como uma plosiva velar surda palatalizada (⟨kʲ⟩ no IPA, k' ou k_j no X-SAMPA). 

## Características
- Sua forma de articulação é oclusiva, ou seja, produzida pela obstrução do fluxo de ar no trato vocal. Como a consoante também é oral, sem saída nasal, o fluxo de ar é totalmente bloqueado e a consoante é uma plosiva.
- Seu local de articulação é palatal, o que significa que é articulado com a parte média ou posterior da língua elevada ao palato duro. A outra variante pós-palatina idêntica é articulada ligeiramente atrás do palato duro, fazendo com que soe um pouco mais perto do velar [k].
- Sua fonação é surda, o que significa que é produzida sem vibrações das cordas vocais. Em alguns idiomas, as cordas vocais estão ativamente separadas, por isso é sempre sem voz; em outras, as cordas são frouxas, de modo que pode assumir a abertura de sons adjacentes.
- É uma consoante oral, o que significa que o ar só pode escapar pela boca.
- É uma consoante central, o que significa que é produzida direcionando o fluxo de ar ao longo do centro da língua, em vez de para os lados.
- O mecanismo da corrente de ar é pulmonar, o que significa que é articulado empurrando o ar apenas com os pulmões e o diafragma, como na maioria dos sons.

## Ocorrência

### Palatal ou alvéolo-palatal
| Língua            | Língua                | Palavra                    | AFI           | Significado     | Notas |
| ----------------- | --------------------- | -------------------------- | ------------- | --------------- | --- |
| Albanês           | Albanês               | shqip                      | [ʃcip]        | Albanês         | Juntado com [t͡ʃ] no dialeto gheg e alguns falantes do dialeto tosk.                                                                                   |
| Basco             | Basco                 | ttantta                    | [cäɲcä]       | Gotícula        | |
| Asturiano         | Dialetos ocidentais   | muyyer                     | [muˈceɾ]      | Mulher          | Evolução alternativa de - lj-, - c'l-, pl-, cl- e fl- na área de Brañas Vaqueiras, na Astúria Ocidental. Também pode ser realizado como [c͡ç] ou [ɟ͡ʝ]. |
| Siksiká           | Siksiká               | ᖳᖽᖾᖳᐡ / akikoan            | [aˈkicoan]    | Garota          | Alofone de /k/ depois devogais frontais. |
| Búlgaro           | Dialeto banat         | kaćétu (каќету or какьету) | [kacetu]      | Como            | |
| Catalão           | Majorcano             | qui                        | [ˈci̞]         | Quem            | Simultâneo dento-alvéolo-palatal e palatal. Corresponde a /k/ em outras variedades.                                                                   |
| Chinês            | Hokkien tawianês      | 機車 / ki-tshia            | [ciː˧ t͡ɕʰia˥] | Motocicleta     | |
| Corso             | Corso                 | chjodu                     | [ˈcoːdu]      | Unha            | Também presente no dialeto Gallurês. |
| Croata            | Croata                | već                        | [vec]         | Já              | Dialeto do litoral croata. |
| Tcheco            | Tcheco                | čeština                    | [ˈt͡ʃɛʃc̟ɪna]   | Tcheco          | Alveolar e alvéolo-palatal. |
| Tadaksahak        | Tadaksahak            | [cɛːˈnɐ]                   | [cɛːˈnɐ]      | Pequeno         | |
| Dinka             | Dinka                 | car                        | [car]         | Negro           | |
| Ega               | Ega                   | [cá]                       | [cá]          | Entender        | |
| Francês           | Francês               | qui                        | [ci]          | Quem            | Varia de alveolar a palatal com mais de um ponto de fechamento.                                                                                       |
| Friuliano         | Friuliano             | cjase                      | [case]        | Casa            | |
| Ganda             | Ganda                 | caayi                      | [caːji]       | Chá             | |
| Gweno             | Gweno                 | [ca]                       | [ca]          | Vir             | |
| Húngaro           | Húngaro               | tyúk                       | [c̟uːk]        | Galinha         | Alvéolo-palatal. |
| Islandês          | Islandês              | gjóla                      | [ˈc̟ouːlä]     | Vento de luz    | Alvéolo-palatal. |
| Indonésio         | Indonésio             | cari                       | [cari]        | Achar           | Alofone de /tʃ/. |
| Irlandês          | Irlandês              | ceist                      | [cɛʃtʲ]       | Pergunta        | Simultaneamente alveolo-palatal e palatal. |
| Khasi             | Khasi                 | boit                       | [bɔc]         | Anão            | |
| Quemer            | Quemer                | ចាប                         | [caap]        | Pássaro         | Contrasta com forma aspirada e não aspirada. |
| Kinyarwanda       | Kinyarwanda           | ikintu                     | [iciːnɦuʰ]    | Coisa           | |
| Curdo             | Kurmanji              | kîso                       | [cʰiːsoː]     | Tartaruga       | Alofone de /kʰ/ antes de /ɨ/, /ɛ/, /iː/, e /eː/. |
| Curdo             | Sorâni                | کیسەڵ                      | [cʰiːsæɫ]     | Tartaruga       | Alofone de /kʰ/ antes de /ɨ/, /ɛ/, /iː/, e /eː/. |
| Curdo             | Quelúri               | کیسەڵ                      | [cʰiːsaɫ]     | Tartaruga       | Alofone de /kʰ/ antes de /ɨ/, /ɛ/, /iː/, e /eː/. |
| Latvian           | Latvian               | ķirbis                     | [ˈcirbis]     | Abóbora         | |
| Baixo alemão      | Baixo-alemão menonita | kjoakj                     | [coac]        | Igreja          | Corresponde a [kʲ] em todos os outros dialetos. |
| Macedonian        | Macedonian            | вреќа                      | [ˈvrɛca]      | Saque           | |
| Norueguês         | Dialetos centrais     | fett                       | [fɛcː]        | Gordo           | |
| Norueguês         | Dialetos do norte     | fett                       | [fɛcː]        | Gordo           | |
| Ocitano           | Limousin              | tireta                     | [ciˈʀetɒ]     | Gaveta          | |
| Ocitano           | Auvergnat             | tirador                    | [ciʀaˈdu]     | Gaveta          | |
| Romeno            | Romeno                | chin                       | [cin]         | Tortura         | Alofone de /k/ antes de /i/ e /e/. Também em alguns dialetos do norte.                                                                                |
| Romanche          | Sursilvan             | notg                       | [nɔc]         | Noite           | |
| Romanche          | Sutsilvan             | tgàn                       | [caŋ]         | Cachorro        | |
| Romanche          | Surmiran              | vatgas                     | [ˈvɑcɐs]      | Vacas           | |
| Romanche          | Puter                 | zücher                     | [ˈtsycər]     | Açúcar          | |
| Romanche          | Vallader              | müs-chel                   | [ˈmyʃcəl]     | Musgo           | |
| Eslovaco          | Eslovaco              | deväť                      | [ˈɟ̟ɛ̝ʋæc̟]      | Nove            | Alveolar. |
| Turco             | Turco                 | köy                        | [cʰœj]        | Vila            | |
| Vietnamita        | Vietnamita            | chị                        | [ci˧ˀ˨ʔ]      | Irmã mais velha | Pode ser um pouco africado [tᶝ ]. |
| Frísio ocidental  | Frísio ocidental      | tjems                      | [cɛms]        | Filtro          | |
| Deserto ocidental | Deserto ocidental     | kutju                      | [kucu]        | Um              | |

### Pós-palatal
| Língua      | Língua      | Palavra                | AFI          | Significado | Notas                                             |
| ----------- | ----------- | ---------------------- | ------------ | ----------- | ------------------------------------------------- |
| Bielorrusso | Bielorrusso | кіслы                  | [ˈk̟is̪ɫ̪ɨ]     | Ácido       | Tipicamente transcrito no AFI como /kʲ/.          |
| Catalão     | Catalão     | qui                    | [k̟i]         | Quem        | Alofone de /k/ antes de vogais frontais.          |
| Dinamarquês | Padrão      | gidsel                 | [ˈk̟isəl]     | Refém       | Alofone de /k/ antes de vogais frontais.          |
| Alemão      | Padrão      | Kind                   | [k̟ʰɪnt]      | Criança     | Alofone de /k/ antes e depois de vogais frontais. |
| Grego       | Grego       | Μακεδνός               | [mɐc̠e̞ˈðno̞s̠]ⓘ | Makedon     |                                                   |
| Italiano    | Padrão      | chi                    | [k̟i]ⓘ        | Quem        | Alofone de /k/ antes de /i, e, ɛ, j/.             |
| Português   | Português   | quente                 | [k̟i]         | Quente      |                                                   |
| Romeno      | Romeno      | ochi                   | [o̞k̟]         | Olho        | Tipicamente transcrito no AFI como /kʲ/.          |
| Russo       | Padrão      | кит / kit              | [k̟it̪]        | Baleia      | Tipicamente transcrito no AFI como /kʲ/. .        |
| Espanhol    | Espanhol    | kilo                   | [ˈk̟ilo̞]      | Quilo       | Alofone de /k/ antes de vogais frontais.          |
| Tidore      | Tidore      | yaci                   | [jaci]       | Rasgar      |                                                   |
| Ucraniano   | Ucraniano   | кінчик/kinčyk          | [ˈk̟int͡ʃek]ⓘ  | Dica        | Tipicamente transcrito no AFI como /kʲ/.          |
| Vietnamita  | Vietnamita  | [ exemplo necessário ] |              |             | Alofone final de /c/.                             |